# Madeleine Swann
Madeleine Swann é uma personagem dos filmes Spectre e 007 - Sem Tempo para Morrer, 24º e 25° filmes oficiais da franquia cinematográfica do espião britânico James Bond, criado por Ian Fleming. Ela é vivida nas telas pela atriz francesa Léa Seydoux.

## Características
Médica e independente, formada em Oxford, ex-integrante dos Médicos sem Fronteiras, Madeleine é filha de Mr. White, um ex-agente e assassino da organização terrorista Quantum que aparece em dois filmes anteriores de Bond, 007 - Cassino Royale e 007 Quantum of Solace. Conhecedora do trabalho do pai e de seus perigos, no passado já foi obrigada a matar um invasor da casa paterna. Loira, bonita, articulada e de porte nobre, a princípio desconfiada e bastante relutante às investidas de Bond, que a procurou para ajudá-la a escapar da vingança da SPECTRE como último pedido de seu pai e para que ela o ajudasse a localizar a organização, acaba se envolvendo com ele após uma fuga pelos Alpes e ao salvar a vida do próprio 007. Swann é a chave do filme, já que é a única que conhece as cruciais informações secretas do pai morto, escondidas num esconderijo na parede de um modesto hotel de Tanger, e torna-se uma aliada de 007 na luta contra Ernst Stavro Blofeld , o chefe da SPECTRE, apesar da constante reprovação do modo de vida do espião e sua aversão por armas de fogo.

## No filme Spectre
Ela aparece primeiramente em seu consultório na Clínica Hoffler, nos Alpes Austríacos, onde Bond foi procurá-la para protegê-la e obter o segredo de Mr. White, que, desiludido com a organização a que servia e por quem foi lentamente envenenado com tálio, suicidou-se na frente de 007 com um tiro na cabeça, mas antes indicou a filha como alguém que poderia lhe colocar na pista de Blofeld. Depois do contato com Bond, que a deixou desconfiada de suas intenções o que a fez expulsá-lo de sua sala, ela é raptada pelo capanga da SPECTRE Mr. Hinx e salva pelo espião depois de uma perseguição no gelo dos Alpes envolvendo carros e um avião. Após um encontro com Q, que foi atrás de Bond na Áustria, os dois viajam até Tanger, no Marrocos, onde Madeleine lhe revela o quarto do hotel L'Americain onde seu pai teria guardado as informações sobre a SPECTRE num esconderijo na parede. Na pista da organização, novamente são confrontados por Mr. Hinx num trem a caminho de uma base da SPECTRE no deserto, e ela ajuda Bond a se livrar do enorme assassino jogando-o pela porta do trem depois de uma luta brutal. Depois de se livrarem de Hinx, os dois fazem amor na cabine do vagão. O casal é afinal preso pelos homens da SPECTRE e Bond é torturado por Blofeld em sua presença, mas conseguem fugir após provocarem uma explosão na base da organização. De volta a Londres, ela abandona 007 dizendo não querer fazer parte de uma vida ligada à espionagem mas é novamente raptada; salva mais uma vez quando ia ser morta por Blofeld dentro de um prédio minado por explosivos,  termina o filme indo embora com 007 após a prisão do vilão ferido pela queda de seu helicóptero no meio da Ponte de Westminster, em Londres. 